# Manteca de coco

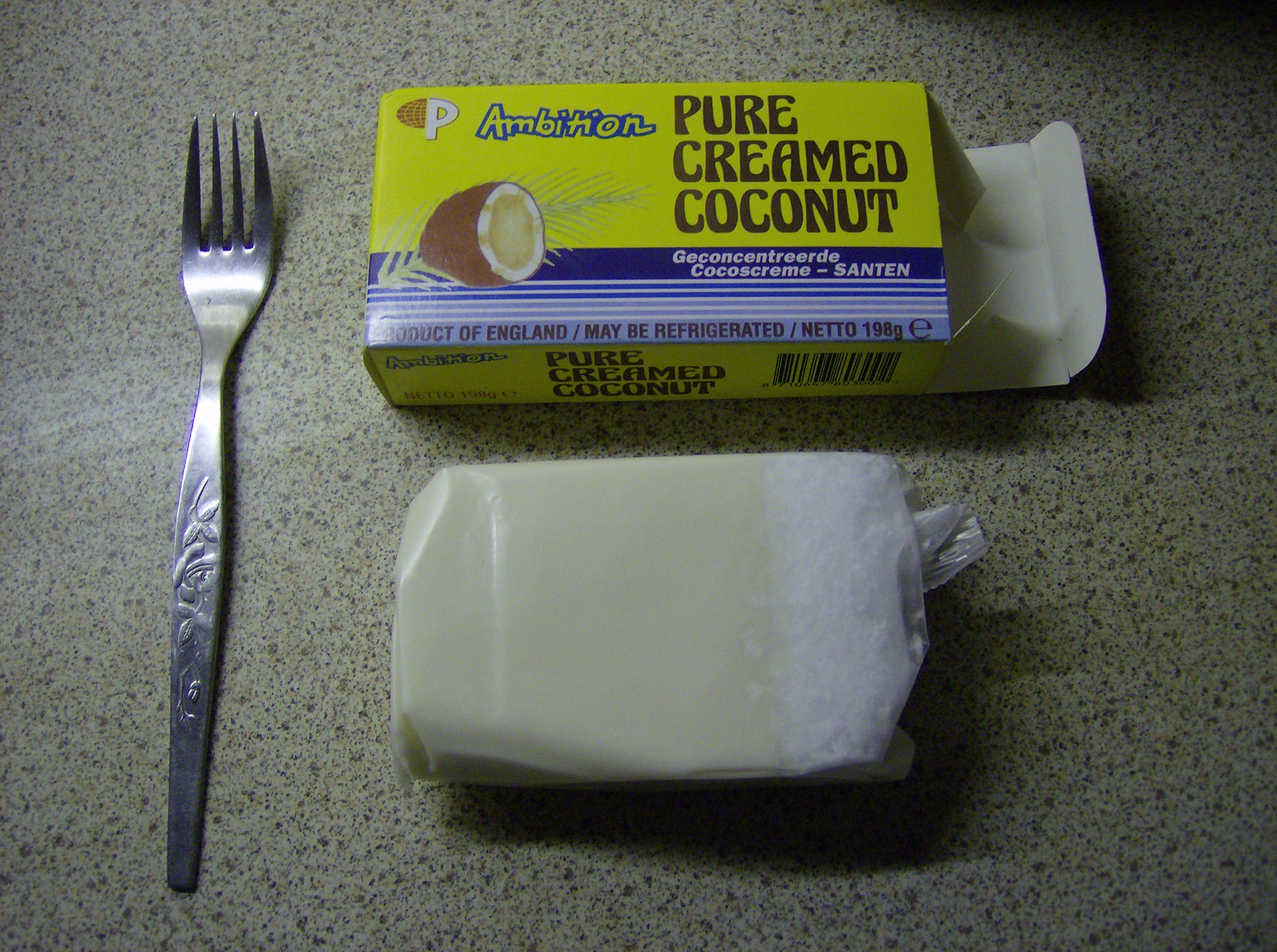

La manteca de coco es un producto del coco. Se elabora a partir de la carne fresca del coco maduro, deshidratándola y moliéndola hasta obtener una pasta sólida. Se comercializa en forma de bloques sólidos blanquecinos, y se puede almacenar a temperatura ambiente. Tiene un intenso sabor a coco.
En la cocina, se trocea o se ralla antes de añadirlo a los guisos. Si se le añade agua caliente, se convierte en leche o crema de coco.
La manteca de coco se usa mucho en recetas de la cocina india, indonesia y tailandesa, y es muy apreciado para enriquecer (y espesar) platos de curry y salsas. En Occidente se suele usar en pastelería, heladería y para la elaboración de salsas.

## Información nutricional
Valores por 100g:
- Energía: 655 Kcal
- Proteínas: 7,50 g
- Carbohidratos: 9,20 g
- Grasas: 65,40 g